# Energia Wignera
Energia Wignera (albo Efekt Wignera) – energia odkryta przez Eugene’a Wignera, zgromadzona w graficie moderatora reaktora jądrowego.
W czasie pracy reaktora, w wyniku interakcji pomiędzy szybkimi neutronami a grafitem moderatora, atomy węgla zostają odrywane z sieci krystalicznej i przesunięte do jej wnętrza. W wyniku tegoż struktura krystaliczna grafitu ulega lekkiemu uszkodzeniu i zwiększa on (nieznacznie) objętość, absorbując i gromadząc jednocześnie część energii neutronów. Zgromadzona w ten sposób energia może się spontanicznie (i nagle) wydzielić w postaci ciepła. Gdy przemiana ta, zwana również rekombinacją, odbywa się w sposób niekontrolowany, może ona stanowić zagrożenie dla pracy reaktora. Reakcja ta da się też przeprowadzić w sposób kontrolowany, ale również w tym przypadku jest ryzykowna. W 1957 przy próbie redukcji energii Wignera zgromadzonej w graficie w reaktorze Pile No. 1 w Sellafield doszło do pożaru i uwolnienia znacznej ilości radioaktywnych gazów. Była to największa katastrofa nuklearna reaktora przed katastrofą w Czarnobylu.